# Iduna Laube

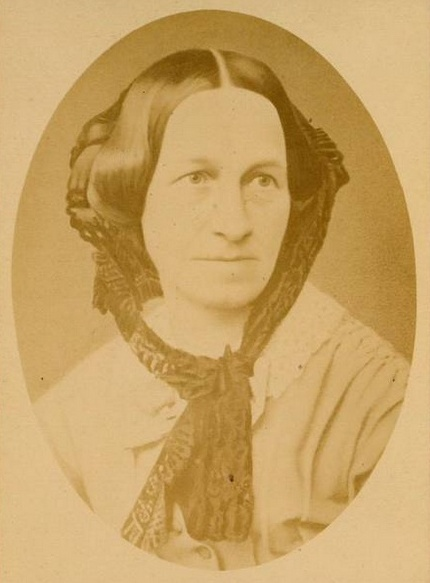
Iduna Laube

Iduna Laube (* 13. Dezember 1808 in Altenburg; † 19. August 1879 in Wien) war eine sächsisch-österreichische Frauenrechtlerin.

## Leben
Iduna, geb. Budeus (auch: Buddeus, Budens), stammte aus einer sächsischen Juristenfamilie. Sie heiratete in erster Ehe Albert Friedrich Hänel (1800–1833), mit dem sie in Leipzig zusammenlebte, wo er an der Universität Medizin lehrte. Mit ihm hatte sie den Sohn Albert Hänel, der im Todesjahr seines Vaters geboren wurde.
Im Jahr 1837 heiratete Iduna Hänel den umtriebigen Schriftsteller und Dramaturgen Heinrich Laube, mit dem sie viel durch Europa reiste; er war unter anderem auch Mitglied der Frankfurter Nationalversammlung. Ab 1850 war er Direktor des Wiener Burgtheaters. In Wien führte das Ehepaar einen Literatursalon nach „norddeutschem Vorbild“ ein.
Iduna Laube war in Wien in das gesellschaftliche Leben eingebunden und interessierte sich unter anderem für frauenpolitische Fragen, etwa die Idee Johann Ferdinand Schranks, Frauen in das Erwerbsleben zu integrieren. Unter Vorsitz von Laube wurde eine Satzung entworfen und am 13. November 1866 in einer Versammlung der Wiener Frauen-Erwerbsverein als erste wirtschaftliche Frauenorganisation Österreichs gegründet. Weitere Mitinitiatorinnen waren Auguste von Littrow und Helene von Hornbostel. Ziel des Vereins waren bessere Bildungs- und Erwerbsmöglichkeiten für Frauen. Laube war bis 1868 Vorsitzende des Vereins, dann folgte sie ihrem Mann für kurze Zeit wieder nach Leipzig, bevor das Paar sich wieder in Wien niederließ.
Nach Wiener Vorbild wurden bald unter anderem in Brünn, Prag, Salzburg und Klagenfurt weitere Vereine gegründet. In ihrem Namen richtete der Frauenerwerbsverein ein Schulstipendium ein.